# Steven Tweed
Steven Tweed (Edinburgh, 8 augustus 1972) is een voormalig Schots voetballer.